# Хајнц Гудеријан
Хајнц Вилхелм Гудеријан (Кулм, 17. јун 1888 — Швангау, 14. мај 1954) је био војни теоретичар и генерал у немачкој армији током Другог светског рата. Организација и командовање немачким оклопним дивизијама базирали су се на његовим делима од којих је свакако најпознатија књига „Пажња! Тенкови!“ (Achtung! Panzer!). Током своје војне каријере био је на положајима команданта оклопног корпуса, команданта оклопне армије, Генералног инспектора оклопних снага и Начелника Генералштаба копнене војске.

## Биографија
Гудеријан је рођен у Пруској, у градићу Кулм, који се данас налази унутар пољских граница. Од 1901. год 1907. године похађао је многе војне школе. Ступио је у армију 1907. године као официрски кандидат и то у 10. Хановерски ловачки батаљон којим је командовао његов отац. 1. октобра 1913. године оженио се са Маргарет Горне са којом је имао два сина.
1911. године Гудеријан је приступио 3. телеграфском батаљону рода везе.

### Први светски рат
Током Првог светског рата служио је као везиста у генералштабу. После рата Гудеријан је остао у саставу нове, реформисане немачке војске Рајхсвера (Reichswehr) која је према условима Версајског мировног споразума била ограничена на 100.000 људи, где се специјализовао за оклопне јединице. Како је течно говорио енглески и француски језик био је под значајним утицајем тадашњих теоретичара употребе оклопних снага Џ. Ф. Ц. Филера и Б. Х. Лидл Харта чија дела је превео на немачки језик. У својој књизи Achtung! Panzer!, написаној 1936-37. године, Гудеријан је објаснио своју теорију о улози оклопних снага и авијације у модерном ратовању. Оклопне јединице које је створио и које су се бориле у складу са принципима блицкрига, представљале су основу немачке војне моћи током Другог светског рата.

### Други светски рат
Током напада на Пољску и на Француску Гудеријан је командовао XIX армијским корпусом. Лично је командовао нападом немачких оклопних јединица које су пробиле француску линију одбране код Седана. Његове оклопне јединице предводиле су тзв. „трку до обале“ којом је завршено опкољавање главнине савезничких снага у Француској. У нападу на СССР командовао је Оклопном групом „Гудеријан“ која је од 5. октобра 1941. године преименована у Другу оклопну армију. Током операције „Барбароса“ оклопне јединице под његовом командом дословно су се придржавале доктрине блицкрига и напредовале су таквом брзином да је Гудеријан убрзо стекао надимак „Schneller Heinz“ (брзи Хајнц). Оклопни клин којим је он командовао у рекордном времену је заузео Смоленск и спремао се за наступање према Москви када му је наређено да промени правац напредовања јужно ка Кијеву. Разрешен је команде 25. децембра 1941. године због непоштовања Хитлеровог наређења о забрани повлачења и пребачен је у резервни састав Врховне команде копнених снага.
После немачког пораза код Стаљинграда, Гудеријан је позван у активну службу да би 1. марта 1943. године био именован за Главног инспектора оклопних јединица. Његово задужење било је да надзире производњу тенкова као и обуку и употребу оклопних јединица. 21. јула 1944. године постао је начелник генералштаба копнене војске. Хитлер га је коначно разрешио дужности 28. марта 1945. године после свађе због неуспелог контранапада чиме се завршио дуги период међусобног неслагања и нетрпељивости.
Гудеријаново смењивање је уследило након једне од најдраматичнијих сцена која се икада одиграла у Рајхсканцеларији. Реконструкција догађаја изведена је углавном на основу Гудеријанових мемоара „Вођа тенкова“.
Хитлерова уобичајена подневна конференција почела је прилично мирно, иако је повремено на површину избијало једва прикривена нетрпељивост између учесника. Гудеријан је Хитлеру доставио меморандум у коме је објаснио да је 23. марта напад 9. армије под командом генерала Теодора Бусеа на Кистрин пропао, због недостатка артиљеријске муниције. Хитлеру се није свидео не само Гудеријанов тон него ни његов покушај да оправда 9. армију, а посебно генерала Бусеа. Окомио се на Бусеа као јединог кривца за све и наредио да Бусе дође на састанак и поднесе комплетан извештај.
Као што је и било уобичајено, састанку су присуствовали сви Хитлерови војни саветници. Поред Гудеријана и Бусеа ту су били начелник штаба Врховне команде Вермахта фелдмаршал Вилхелм Кајтел, начелник оперативног одељења Алфред Јодл, Фиреров ађутант, начелник персоналног одељења генерал Вилхелм Бургдорф и још неки високи официри и разни помоћници. Хитлер је неколико минута слушао општи извештај о ситуацији, а онда је позвао генерала Бусеа да поднесе свој извештај. Бусе је почео своје излагање кратким приказом организације напада и снага које су у њему учествовале. На Хитлеру се убрзо видело да му је то досадно, а онда је одједном прекинуо Бусеа. „Зашто је напад пропао?“, и одмах је без задржавања одговорио на сопствено питање, „Због неспособности! Због немара!“ Засуо је увредама Бусеа, Гудеријана, и целу Врховну команду. Сви су били неспособни. „Напад на Кистрин је извршен, викао је, без одговарајуће артиљеријске припреме!“ Затим се окренуо Гудеријану. „Ако Бусе није имао довољно муниције, као што тврдите, зашто му нисте допремили више?“
Неколико тренутака је владала потпуна тишина а онда је Гудеријан почео тихо да говори: „Већ сам Вам објаснио да ...“ Хитлер га је прекинуо покретом руке: „Објашњења! Изговори! То је све што од Вас могу чути. У реду! Онда нам Ви објасните ко нас је издао код Кистрина, војници или Бусе?!“ Тада је Гудеријан плануо: „Глупост!! То је најобичнија глупост!!“ Тим речима је дословно пљунуо на Хитлера. Бесан, тамноцрвен у лицу, сипао је реченице као рафале. Бусе није крив! То сам Вам већ једном рекао!! Он је само извршио наређење! Употребио је сву муницију којом је располагао! Све што је имао!!
Бес је провалио из Гудеријана као олуја. Борио се да нађе праве речи. „А Ви тврдите да су за пораз криви војници - погледајте колико их је погинуло!!“, урлао је. „Погледајте губитке! Војници су извршили своју дужност! Њихова спремност да се жртвују је доказ за то!“
Хитлер му је одговорио, такође урлајући: „Нису извршили задатак! Нису извршили задатак!!“
Гудеријаново лице је попримило љубичасту боју, викао је колико га је грло носило: „Морам Вас замолити ... морам Вас замолити да више не оптужујете ни Бусеа ни његове трупе!!“
Обојица су била неспособна за било какву нормалну расправу, али нису хтели да престану. Окренути један ка другом, Гудеријан и Хитлер, упустили су се у тако жестоку и страшну свађу да су остали официри и ађутанти стајали као одузети, укочени од шока. Хитлер, псујући Генералштаб, називао их је „бескичмењацима“, „идиотима“ и „кретенима“! Непрестано су га „варали“, „погрешно га информисали и „подваљивали“ му. „Да ли га је генерал-мајор Рајнхард Гелен у својој обавештајној процени погрешно информисао о совјетским снагама?“ „Није!“, одговорио је Гудеријан. „Гелен је будала!“, узвратио је Хитлер. „А шта је са оних 18 дивизија које се, одсечене, још увек налазе у балтичким земљама, у Курландији?“ „Ко Вас је преварио у вези са њима?“, викао је Гудеријан. „И кад коначно намеравате да повучете ту армију из Курландије?!“
Сукоб је био толико жесток и бучан да се нико није могао сетити како је тачно текла свађа. Генерал Бусе, без своје кривице повод сукоба, је после рата рекао: „Били смо као паралисани. Нисмо могли веровати да се све то заиста догађа.“ 
Алфред Јодл је био први који је дошао к себи. Зграбио је зајапуреног Гудеријана за руку и замолио га: „Молим Вас, молим Вас, смирите се!“ Одвукао је Гудеријана у страну. Вилхелм Кајтел и Бургдорф почели су да се врзмају око Хитлера који се, исцрпљен, срушио на столицу. Ужаснут Гудеријанов ађутант, барон Фрајтаг фон Лорингхофен, убеђен да ће његов претпостављени бити ухапшен ако га сместа не изведе из просторије, отрчао је напоље, назвао генерал-мајора Ханса Кребса, Гудеријановог начелника штаба у Цосену и испричао му шта се догодило. Фон Лорингхофен је замолио Кребса да назове Гудеријана под изговором да су стигле хитне вести са фронта и да говори са њим док се генерал не смири. Гудеријан је након много наговарања пристао да изађе из собе за конференције. Кребс је успео да заокупи Гудеријанову пажњу пуних 15-ак минута, а за то време је начелник штаба Врховне команде копнене војске потпуно овладао својим емоцијама.
Током тог предаха смирио се и Хитлер. Кад се Гудеријан вратио, Хитлер је водио конференцију као да се ништа није догодило. Кад је видео да се Гудеријан вратио Фирер је наредио да се сви из просторије удаље осим Кајтела и Гудеријана. Кад су остали сами, Хитлер је хладно рекао: „Генерале Гудеријан ваше здравствено стање захтева да сместа узмете 6 недеља болесничког одсуства“. Гудеријан је одговорио: „Отићи ћу“. Међутим, за Хитлера ствар још увек није била завршена, и замолио је Гудеријана да остане до краја конференције. Састанак је завршен тек кроз неколико часова, а за то време Хитлер је постао скоро срдачан: „Молим Вас учините све да што пре оздравите. За 6 недеља ситуација ће вероватно постати критична, и тада ћете ми бити потребни. Куда намеравате да одете?“ И Кајтела је то интересовало. Та изненадна брига за његово здравље се Гудеријану учинила сумњивом те је разборито одлучио да не открива своје планове. Извинио се и удаљио се брзо из Канцеларије Рајха. Тако је Гудеријан смењен. Творац нове тактике употребе оклопних снага, последње велико име међу Хитлеровим официрима, напустио је командни положај а са њим је дефинитивно нестао и последњи траг здравог расуђивања у немачкој Врховној команди. Наследио га је генерал-мајор Ханс Кребс.
Гудеријан је након овога отпутовао са супругом у један санаторијум у близини Минхена, где је могао да прегледа своје болесно срце и да добије неопходне лекове, а затим се спремао да оде у једини још увек преостали мирни део Немачке, у јужну Баварску. У том делу земље није било ничег осим војних болница, домова за опоравак, пензионисаних или смењених официра и евакуисаних државних функционера са њиховим државним апаратом.

### После рата
Упркос протестима совјетске и пољске владе Гудеријан није оптужен за ратне злочине током Нирнбершког процеса зато што се сматрало да су његови поступци били у складу са међународним правилима ратовања. Најозбиљнији инцидент везан за овог генерала одиграо се током битке код Визне у Пољској, када је Гудеријан запретио пољском команданту да ће стрељати заробљене пољске војнике уколико не нареди преосталом делу јединице да се преда. Иако је пољска влада захтевала да се овакав поступак третира као ратни злочин на западу је преовладало мишљење да је у питању био најобичнији безопасни блеф. Гудеријан је такође прихватио на поклон од Хитлера имање у Пољској у области Вартегау док су његови власници избачени са поседа. Приликом пензионисања 1945. год. Хитлер му је поклонио и значајну суму новца.
Његов син, Хајнц Гинтер Гудеријан постао је истакнути генерал Бундесвера, а касније и НАТО-а.

## Дела
- Хајнц Гудеријан (1937). „Пажња - тенкови“ - у овом делу Гудеријан је описао шта би учинио уколико би му била поверена команда над немачким оклопним јединицама.
- Хајнц Гудеријан (1952). „Тенковски лидер“ - у овом делу Гудеријан је описао своја искуства у организацији и командовању немачким оклопним јединицама.